# 司書
司書（ししょ、英語:librarian）は、図書館に置かれる専門的職員（専門職）のことである。
図書館学等では厳密には、英語の Librarian に相当する図書館専門職の翻訳語として用いられるが、日本語における一般的な用例としては、図書資料を扱う仕事をしている図書館職員を専門的職員であるか否かを問わず広く司書と呼ぶこともしばしば見られる。

## 概要
一般的定義
図書館学において司書とは、図書館情報学の知識と技術を身に付け、図書館に固有のサービスに従事する図書館の専門的職員と定義されている。したがってこの定義においては、図書館において施設管理や情報システムの管理運用などの図書館に固有ではない専門的な業務を行う者は司書には含まれないといえる。
司書が行う具体的な業務は、その勤務する図書館の館種によって細部は異なるが、図書館資料の収集、整理、保管、提供や、参考調査（レファレンス）、他の図書館との連携・協力を含み、さらに電子図書館の開発や、電子情報の発信などの電算機システム運用に至るまで図書館利用者の要求に応ずるためのあらゆる専門的な職務も司書の行う仕事となりうる。また図書館の設置母体や関連機関・団体との連絡、図書館の広報、図書館のサービス計画の企画・立案、予算と人員の確保、職員の指導監督などの図書館経営的な諸業務も、広い意味での司書の仕事の一部である。
国ごとに司書に相当する職種は細かく分類されている。詳細は各国の司書の節で解説する。
日本では、図書館法に規定された日本の法制度上の資格として「司書となる資格」があり、図書館法上の「司書」は図書館法にいう「図書館」（公共図書館）に勤務し、資格を有する図書館専門職員を指す。このほか、図書館法に根拠を持たないけれども法律にもとづいて「司書」の肩書きを有する例として、国立国会図書館の職員の職名にみられる「司書」があり、また学校図書館・大学図書館・専門図書館で図書館専門職員に「司書」の職名を与えている場合がある。しかし、これらの公共図書館以外の「司書」は、図書館法にいう「司書となる資格」にもとづく司書ではない。

## 歴史

### 古代世界
シュメール人は、会計記録を作成・管理する書記を訓練した最初の人々だった。ここでいう「書物の管理者」または「粘土板の守り手」とは、これらの膨大かつ複雑な記録を管理する訓練を受けた書記や神官を指す。彼らの具体的な職務の範囲については不明である。
紀元前8世紀、アッシリア王アッシュールバニパルは、メソポタミアのニネヴェにある王宮に図書館を設けた。アッシュールバニパルは、司書職を職業として導入した、歴史上最初の人物である。少なくとも一人の「書物の管理者」が雇われ、文学作品、歴史、占い、天文計算、数表、文法・言語に関する表、辞書、そして商業記録や法令など、シュメールおよびバビロニアの数千枚の粘土板を管理していたことが知られている。これらの粘土板はすべて目録化され、主題または種類ごとに並べられ、識別札が付されていた。
アレクサンドリア図書館は、紀元前323年にアレクサンドロス大王が没した後、プトレマイオス1世によって創設され、ギリシア文学の全体を収蔵することを目的として築かれた。同館は、デメトリオス、ゼノドトス、エラトステネス、アポロニオス、アリストパネス、アリスタルコス、カリマコスといった著名な司書で知られている。これらの学者たちは、図書館に収められた多種多様な巻物の収集と目録作成に大きく貢献した。とりわけカリマコスは、蔵書に関する最初の主題別目録とされるピナケスを編纂した。ピナケスは全120巻から成り、十の主題分類に整理されていた。各分類はさらに細分化され、題名に基づいて著者をアルファベット順に列挙した。アレクサンドリアの司書たちは「知の守護者」と見なされていた。
ローマ共和政の末期から帝政の初期にかけて、ローマの貴族が自邸に私設図書館を備えることは一般的であった。キケロのように蔵書の巨大さを誇るが別段公開しない者も少なくなかったが、一方でルクッルスのように、所蔵する巻物を共有して貸し出し、いわば貸出司書の役割を担った者もいた。多くのローマ皇帝は、市民の歓心を買うために、公共図書館を利用した。歴代皇帝の図書館では学者が司書業務のために雇われることがあったものの、司書という特定の官職や役割が存在したわけではなかった。たとえば、アウグストゥスの図書館の初代司書であるポンペイウス・マケルは、プラエトルであった。同じ図書館の後の司書には、文法学者のガイウス・ユリウス・ヒュギヌスがいる。

### 中世とルネサンス
修道院は、ローマ帝国の崩壊後もヨーロッパに図書館という制度を存続させた。この時期、巻物に代わる書物形態として最初に普及したのが、羊皮紙を用いたコーデックス（冊子本）である。修道院の内部では、修道士たちが書物を最初から最後まで書写する写字室の監督者が、しばしば司書の役割を担った。アナスタシウスという名の修道士（後の対立教皇）は、ギリシャ古典の翻訳に成功したのち、「ビブリオテカリウス」（文字通り「司書」）の称号を名乗った。この時期には、書物を安全のため机や書見台に鎖で固定する鎖付図書も導入された。この時代の図書の分類と整理は、一般に主題分類およびアルファベット順で行われ、所蔵品はチェックリストを用いて点検された。やがて時期の後半になると、リブラーリイ（librarii）と呼ばれる人々が、より正式な目録作成・在庫管理・分類を始めた。
14世紀になると、図書館を備え司書を雇用する大学が現れ始めた。同時に、王族・貴族・法律家たちも、地位の象徴として自らの図書館を設け始めた。フランス王シャルル5世は自らの図書館を創設し、愛書家（bibliophile）として蔵書を大切に保持した。
ルネサンスは、図書館に対する貴族の熱意が非常に高まった時代である。この時期、ペトラルカやボッカッチョといった人物によって、ヨーロッパで大規模な私設図書館が発展した。これらの図書館は教皇・王族・貴族の後援を受け、彼らは西ヨーロッパ各地に使節を派遣して、荒廃しつつあった修道院図書館から写本を探し出させた。その結果、ルネサンス期の図書館は膨大な書物で満たされた。これらの図書館は資料の多くが制限されていたものの、図書館自体は一般に公開されていた。この時期、公共の需要に応えるため、図書館を計画・管理する司書が必要とされた。図書館の管理の需要に応える手法として、最初の図書館目録が1595年に登場した。

### 啓蒙時代
16世紀には、印刷されたすべての書物を網羅的に一覧する「世界書誌（英語版）」を作ろうという構想が、確固たる地位を築いていた学者兼司書であるコンラート・ゲスナー、ガブリエル・ノーデ、ジョン・デューリー、ゴットフリート・ライプニッツらのあいだから生まれた。この「世界書誌」の確立に尽力した4人の司書は、図書館学における重要人物である。ガブリエル・ノーデは、図書館学に関する最初の単行本である「図書館創設のための提言」を刊行した。この著作の中でノーデは、新旧を問わず、著名な著者だけでなく、より無名の著者や異端視された著者の書物まで、あらゆる種類の本を収集することを提唱した。彼はまた、図書館の組織化と運営の理念にも寄与し、図書収集の発展を促した。さらに、一部の図書館が館外への図書貸出を始めるようになったのも、部分的にはノーデの功績によるものであった。
ジョン・デューリーは、イギリスで最初の図書館理論家と見なされている。彼は司書の職務に関してサミュエル・ハートリブに2通の書簡を書き、1650年に「司書改革について」として刊行された。デューリーは、司書は単に書物を管理するだけでなく、図書館の水準を高めるために十分な教育と高い素養を備えるべきだと考え、司書が職務を最大限に果たすために力を注げるよう、生活のために十分な賃金を受け取るべきだと訴えた。ライプニッツは、学問を促進するために司書が最も助けになる職業であると論じた。彼は図書館に科学文献も収蔵されるように貢献した。
同時代のもう一人の重要人物であるトーマス・ボドリーは、外交官としての経歴を退き、オックスフォードのボドリアン図書館を設立した。彼は近代における最初の実用的な図書館を創出したと評価されている。その後、ボドリーに続く司書は「ボドリーの司書」と呼ばれ、年額40ポンドの俸給を得た。この時期に形成された図書館理念は17世紀にかけて発展し続けた。世界書誌の進展とともに図書館は変化し、収蔵内容は選別色が弱まり、学術的価値のある文献だけでなく娯楽的な文献も含むようになった。図書館は完全に一般に開放され、利用はもはや限られた一部の読者に限定されなくなった。
18世紀フランスでは、二人の司書ウベール＝パスカル・アメイヨンとジョゼフ・ヴァン・プラエが、フランス国立図書館において、人民の所有となった30万点を超える書籍と写本を選定・識別した。フランス革命期には、司書が国家のすべての市民が利用するための図書選定について単独の責任を担った。この行動から、現代図書館サービスの理念である、「富や教育の有無にかかわらず一般公衆へ図書館サービスを民主的に拡張する」が実行に移されることとなった。

### 近代
18世紀にも常勤の司書は存在したが、司書という役割の職業化が本格化するのは19世紀であり、それとともに最初の訓練学校、大学における初の司書養成課程、そして最初の専門職団体や資格認定手続きが現れた。
1870年代のイングランドでは、司書業務において女性の新たな職務が開かれ、その業務は「女性にとりわけ適している」と評された。1920年までには図書館専門職における男女比は拮抗したが、1930年までに女性が優勢となり、1960年までには女性が80％を占めた。この転換の背景要因には、第一次世界大戦による人口損失、1919年公共図書館法の規定、カーネギー・ユナイテッド・キングダム・トラスト（英語版）による図書館建設活動、そして中央婦人雇用委員会（英語版）による図書館雇用の推進が含まれていた。また、英国では、2015年から2016年にかけて、保守党政権が専門の司書を無給のボランティアに置き換え始めたことを示唆する証拠がある。

### 新型コロナウイルスのパンデミック
2020年、新型コロナウイルス感染症の拡大を抑えるための全国的な休館措置により全米の図書館が影響を受け、多くの司書が一時的に職務から外された。この時期、隔離下で利用者が屋内に留まらざるを得なかったため図書館サービスの需要は高まったが、館内へのアクセスが制限されるなか、大半の公共図書館の利用者はデジタルコンテンツ、オンライン学習、バーチャル・プログラムの利用へと移行した。
危機が深刻化するにつれ、接触者追跡要員の需要が高まり、アメリカ疾病予防管理センターはそれ以前に、新型コロナウイルス感染症の症例調査と接触追跡を支援する主要な公衆衛生スタッフとして司書を位置づけていたため、多くの司書や図書館職員が接触追跡の支援にボランティアとして参加した。その他にも、非緊急コールセンターの要員を務めたり、ホームレスのためのシェルターで勤務したりするなどして収入を維持することができた。一方で、休職となった者もいた。
新型コロナウイルス感染症拡大の最中に、司書予備隊（Librarian Reserve Corps）が結成された。これは、学術図書館や医学図書館を専門とするボランティア司書による国際的ネットワークであり、インフォデミックに対して「情報即応隊」として活動した。ジェシカ・キャロウェイの指揮の下、司書予備隊は、新型コロナウイルス感染症に関する資料を精査、索引化し、GOARNや世界保健機関（WHO）を含む各種組織への情報の普及を支援した。2021年11月時点で、司書予備隊は新型コロナウイルス感染症に関連する6万点を超える出版物を精査している。司書予備隊の創設者イレイン・ヒックスと共同代表のステイシー・ブロディ、サラ・ローリーは、Library Journal（英語版）誌から2021年の年間最優秀司書の称号を授与された。

## アメリカにおける司書
資格要件
アメリカ合衆国ではアメリカ図書館協会が合衆国内、プエルトリコ、カナダにある学校に設置されている図書館情報学修士課程の認定を行っており、これらの認定校の学位が図書館員の資格になっている。
司書の総数
公共図書館9,129館の2001年現在の総専任職員数は13万3,455人で、司書は4万4,427人である。
司書設置率
司書配置率は州によって異なり、ジョージア州とメリーランド州の公立図書館で100%となっている。一方、ネブラスカ州では司書設置率が一割程度である。

## イギリスにおける司書
イギリスでは図書館・情報専門職協会(CILIP)によりlibrarianの資格が認定される。最低学歴は学士である。
2024年の第四四半期の時点で、イギリスでは33,300人の司書が働いていた。イギリスでは2023年の第四四半期に48,300人の司書が働いていた状態から、四半期ごとに司書の数が減り、ここまで減った。

## フランスにおける司書
米英は専門職団体による資格認定の傾向が強いが、対して、フランスは行政システムにこうした機関を位置づけ、伝統的に図書館の専門職員の養成も国家的な行政官養成システムであるグランゼコールが担ってきた。
フランスにおける司書にあたる専門職員は、conservateur(資料管理専門家)である。国立古文書学校(Ecole nationale des Chartes)、国立情報図書館学高等専門学校(ENSSIB)で公的機関の資料管理者を養成するほか、大学や専門職団体でも養成を実施している。
図書館司書（Conservateur des bibliothèques）は、フランスの公務員制度における幹部職であり、国立または地方自治体の図書館の運営や管理を担当する。この職種あるいは職種枠は、「司書（conservateur）」および「主任司書（conservateur en chef）」の2つの等級に分かれている。国家公務員としての司書は、さらに上位の等級である「図書館総司書（conservateur général des bibliothèques）」に昇進することが可能。
地位、それを規定する政令等
国家公務員としての図書館司書の職種は、以下の政令により規定されている。
- 1992年1月9日付政令第92-26号（後に以下の政令により改正）
- 2001年10月11日付政令第2001-946号
- 2007年4月30日付政令第2007-653号
- 2010年8月26日付政令第2010-966号
- 2017年2月7日付政令第2017-144号
- 2017年5月6日付政令第2017-852号

国家公務員の司書は、フランスでは「Aカテゴリー」の国家公務員に属す。また、複数省庁にまたがる職種であり、高等教育・研究省の管轄にある。
地方公務員における司書の職種枠は、1991年9月2日付政令第91-841号により規定され、国家公務員の対応職種と類似の特徴を持っている。
採用
司書は採用試験によって選抜される。国家公務員の司書は高等教育・研究省が、地方公務員の司書はCNFPT（地方公務員全国センター）が試験を実施する。
この職種に就くには、以下の試験のいずれかに合格する必要がある。
- RNCPレベル6（学士相当）の資格保有者が対象の外部向け試験
- 国立古文書学校（École nationale des chartes）卒業生向けの試験
- ドクトラ（fr:Diplôme national de doctorat）を持つ者を対象とした外部向け試験
- 現職公務員を対象とした内部試験

上の合格者はいずれも有給の18か月間の研修を受ける。
国家公務員の司書は3か月の実習を含む研修を受ける。一方、地方公務員の司書研修は国立地方行政学院（INET）で行われ、3週間～3か月の実習を5回行う。このように、国家司書と地方司書の資格は連携しない状態になっている。研修期間中、合格者は研修中の司書（conservateurs stagiaires）として給与を受け取る。
なお、「図書館司書資格」は、RNCPにおける特定の資格レベルを付与するわけではない。
キャリア、昇進
一定の年齢と勤続年数を満たした図書館員は、試験なしで司書に昇進することが可能である。新たに国家司書となった者は、国立図書情報科学高等学院（ENSSIB）で6か月間の適応研修を受ける。
地方公務員の司書職には、以下の2つの等級がある。
- 司書（conservateur）：研修等級2段階、その後7段階
- 主任司書（conservateur en chef）：6段階

主任司書の中には、さらに昇進して図書館総司書（conservateur général）となる者もいる。図書館総司書は国家公務員のみの職種で、4段階で構成される。地方公務員には該当する職種枠は存在しない。
任務
司書職の職員は、図書館における上級管理職として、チームの指導、サービスや予算の管理、図書館運営の全体統括を担う。
政令により、次の業務が定められている。
- 資料の収集、整理、評価、活用。
- 図書館資料の保護と責任管理。
- 一般利用者のアクセス保障と資料の普及（研究・情報・文化目的）
- カタログ作成の責任
- 専門職や利用者に対する研修・教育、科学技術情報の提供

主任司書は、資料規模や業務内容に応じた特別な責任を担うことがある
なお、フランスでは国家レベルで国内の図書館を相互に緊密に結び利用者へ文献へのアクセスを提供するビブリオテック・サン・フロンチエール（Bibliothèques sans frontières。"境界の無い図書館"）という仕組みがあり、そのシステムを利用して他の図書館から文献を取り寄せて利用者に文献を提供する、という仕事もある。
なお、主任司書および総司書の中の、選ばれた者は、教育・スポーツ・研究の監察官（fr:Inspection générale de l'éducation, du sport et de la recherche）に任命される場合がある。この監察官の中に、少なくとも10名の司書出身者が含まれる状態になっている。
フランスにおける司書の歴史
長年、フランスでは「司書（conservateur）」の称号は一部の職にしか与えられず、多くは「図書館員（bibliothécaire）」や「主任図書館員（bibliothécaire en chef）」と呼ばれていた。
1952年5月16日付政令第52-554号により、図書館員の職種が制度化され、上級等級が「司書（conservateur）」および「主任司書（conservateur en chef）」と命名された。
1969年12月31日付政令第69-1265号による制度改革により、次の職種が用意された。
- 司書（conservateur）：2級、1級、主任の3等級
- 図書館監察官（inspecteur général）

1992年の改革では、従来の司書職は維持されつつ、新たに「図書館総司書」職が上位に追加され、下位には「図書館員」職（カテゴリA）が設置された。また、監察官職は廃止方向となり、その任務は主任司書や総司書が引き継ぐことになった。
1991年（国家公務員では1992年）から2010年までは、司書のキャリアパスは司書2級、司書1級、主任司書の3等級で構成されていた。2010年の改革（地方は1月、国家は8月）で、2級と1級は統合され、1等級制となった。

## 韓国
韓国では、文化観光部が司書を認定する。準司書、2級司書、1級司書が存在し、最低学歴は、準司書が短大、2級司書が学士・修士、1級司書が博士である。短大・4年制大学・大学院修士課程の文献情報学専攻などで養成を実施している。

## 日本における司書

### 資格要件
日本ではあらゆる種別の図書館にわたって図書館専門職として勤務することを保障するような司書の資格要件は存在しない。日本で一般に「司書資格」と称されているものは、公共図書館について規定する法律である図書館法による「司書となる資格（司書資格要件）」である。
図書館法における司書資格は図書館法第5条に取得条件が規定されており、「大学、短期大学、高等専門学校のいずれかを卒業した上で司書講習相当科目を履修する」「大学に2年以上在学し62単位以上を修得、もしくは短期大学、高等専門学校を卒業した上で司書講習を修了する」「司書補として3年以上勤務したうえで司書講習を修了する」の3通りの方法から選ぶことになる。このうち、司書補は司書の専門的職務を助ける事務に従事する資格を指し、高等学校卒業者、中等教育学校卒業者、高等専門学校第3学年修了者のいずれかの資格を持つ者が大学等で実施される司書補講習を受けることで与えられる。
司書講習相当科目で修得する場合、在学中に科目を習得せず卒業後、改めて通信制大学・夜間大学・科目等履修などで必要単位を修得しても認められる。ただし司書講習相当科目履修による司書資格の証明書は大学、短期大学、高等専門学校の卒業時に発行される慣例があり、この方法を選んだ場合は司書資格の証明書は用意されない場合が多いため、単位修得証明書などを用いなければならない。また在学中に司書講習相当科目履修を行った場合でも証明書は発行しない教育機関もあり、この場合も単位修得証明書などを提出することになる。
| 分類   | 取得条件               | 資格 |
| ------ | ---------------------- | --- |
| 司書   | 司書講習相当科目を履修 | 大学、短期大学、高等専門学校卒業者                                                                           |
| 司書   | 司書講習を修了         | 3年以上司書補として勤務経験のある者、大学に2年以上在学し62単位以上を修得した者、短期大学、高等専門学校卒業者 |
| 司書補 | 司書補講習を修了       | 高等学校卒業者、中等教育学校卒業者、高等専門学校第3学年修了者                                                |

図書館法にもとづかない図書館では多くの場合、図書館法による司書となる資格は就職や勤務の必須の要件とはならない。例えば、公開の試験により職員の採用を行っている図書館法にもとづかない図書館として、国立国会図書館や国立大学の図書館があげられるが、これらはいずれも試験の受験資格に特に資格を要求していない。また図書館法にもとづく図書館であっても司書は必置を義務付けられておらず、資格を有する司書を置いていない図書館も少なくない（後述）。しかし他に図書館の司書となる要件を保障する資格は存在しないため、私立大学の図書館、学校図書館、専門図書館のなかには図書館法による司書となる資格を職員採用の条件としていることもある。
なお、司書の資格取得には年齢制限はない。

### 館種別の司書の歴史

#### 国立図書館の司書
第二次世界大戦前の日本において国立図書館の機能をはたした帝国図書館では、1897年施行の帝国図書館官制にもとづいて、館長の下に「司書長（のち司書官）」および「司書」と称する職員を規定の員数置くことが定められていた。司書官は奏任官、司書は判任官であり、おおよそ前者が管理職、後者が正職員に相当する。また、これらの下に雇や嘱託の身分で図書館専門の仕事を行う職員がいた。
帝国図書館における司書官、司書は、図書館専門職としての特殊性から特別任用令が制定され、一般の官吏（文官）と異なり、図書について学術経験のある者を試験を経ずに任用することができることになっていた。
ところが、戦後の1946年に官職名は整理統合され、司書官と司書は「文部事務官」に官職名が変更されたため、国立の図書館における「司書」はいったん消滅した。
その後、1948年に新設された機関である国立国会図書館において、「文部事務官」等に相当する正職員の職名として「国立国会図書館司書」が採用されたことにより、国立の図書館における職名としての「司書」は復活した。
国立国会図書館の職員採用では、ごく初期を除いて司書となる者を特に区分しての採用は行われておらず、また採用に司書となる資格が必要とされたことは過去にない。採用試験では、選択式の専門試験の科目中に図書館情報学が存在するが、図書館情報学区分としての採用は行なっておらず、数ある選択科目のひとつでしかない。採用後は本人の希望と適性により調査業務、司書業務、一般事務等を行うさまざまな部署に配属するとしているが、「司書」の職名はこのうちの司書業務を行う部署に配属された者に与えられるものであり、調査業務や一般事務を行う部署に異動すれば調査員、参事という別の職名が発令される。

#### 公共図書館の司書
戦前の公立・私立の公共図書館の根拠法令である図書館令に「司書」に関する規定があらわれるのは1906年のことである。図書館令では公共図書館を学校に準じる教育機関ととらえていたため、公立図書館について、その専任職員である館長と司書は、公立学校職員に準じた待遇を受けるとされていた。その後、1933年の改正図書館令は図書館に「相当員数ノ司書」を置くとしたが、その職務内容については明らかではなかった。また、同時に改正された公立図書館職員令では「司書検定試験制度」の導入が定められ、1936年には「公立図書館司書検定試験規定」（昭和11年文部省令第18号）が定められて翌年には第1回試験が行われた。だが、そのいっぽうでこの改正では同時に奏任官・判任官経験者であれば司書に任ずることが可能とされ、戦時体制が強化されると専門知識を持つ検定試験合格者よりも国策に忠実な元官吏が司書に採用される例が多くなった。
戦後の1950年に制定された図書館法では、第4条で司書を図書館に置かれる専門的職員と定義し、またその資格要件（前述）を定めた。図書館法により公立図書館における司書とは、司書となる資格を有する図書館員のことを意味することになった。
公立の公共図書館の場合、図書館の設置主体（自治体）が司書となる資格を有する職員を図書館に勤務させることにより、図書館に司書が設置される。現在、公立図書館の司書の設置のされ方については自治体によってそれぞれ異なるが、正職員であれば、以下のような事例がありうる。
- 司書となる資格を有する者を公開の競争試験により、図書館専任の職員に採用する。
- 特に司書となる資格を採用の要件としない一般事務職員として任用した職員のうち、司書となる資格を有する職員を図書館に配属する。

またこのそれぞれに職名・補職名として「司書」を発令する自治体と、肩書きの上では特に一般の事務職員と区別しない自治体がある。例えば東京都の場合、都は図書館専門職員として司書となる資格を有する者を試験によって採用し、事務職員の職務名として「司書」を発令しており、各特別区は現在図書館専門職員の採用を行なっておらず、事務職員の職務名には「司書」は存在しない。近年、行政の合理化の中で地方公務員の職名は整理統合される傾向があり、「司書」の職名を正式に発令する自治体は減少傾向にある。
図書館に必ず司書を置かなければならないとは法解釈されず、また公立図書館の役割や実態、機能、地方公共団体における人事行政の方針その他を総合的に勘案して決定されるべきであるとも法解釈される。
現状、日本では公立図書館にかならずしも司書は置かれていない。また公民館図書室などの設置をもって図書館の機能を代替している自治体も多いが、こうした図書館代替施設は図書館法にいう図書館にはあたらないため、そもそも司書制度の適用外である。
専門職制の未確立に加えて、公立図書館における職員の非正規雇用が司書職制の大きな問題として存在する。もともと公立図書館は開館時間の長さなどを補うために、非常勤職員、嘱託職員が数多く雇用されてきた。さらに近年、これに加えて貸し出しカウンターなどの定型的とみなされる業務の外部委託や、あるいは指定管理者制度、PFIの活用による図書館全体の運営の外部委託が広がっている。
受託者として図書館の業務を行う者の職員のなかには司書となる資格を有し、公共図書館の業務に関して高い意欲を持つ者も少なくないが、多くは非正規雇用者であり、公務員司書のような安定的雇用にない。また図書館職員の外部委託化の進展により、地方公共団体の職員として専任の司書を採用する枠はますます狭まると考えられる。その結果、公共図書館における司書のあり方は近年大きな変動のなかにある。
2022年の日本図書館協会の調査によると、国内の公立図書館職員の76％が非正規職員で、2008年と比べ18ポイント増えた。2021年度の文部科学省の調査によると、職員の81％が女性で、女性職員の80％が非正規職員だった。2018～2019年に日本図書館協会が神奈川県で実施した調査によると、非正規職員の平均月給は約13万5000円で、図書館の賃金が家計の主な収入源であると答えた人は17.9％であった。

#### 大学図書館の司書
大学図書館における司書の状況は、国立大学、公立大学、私立大学のそれぞれによって事情が異なる。
国立大学では、戦前の官立大学の附属図書館のなかに、それぞれの設置根拠である官制にもとづいて、司書官や司書と称する図書館の専任職員が置かれていた。これらの待遇などについては帝国図書館のそれとほぼ同様である。彼らは1946年に単に文部事務官（のち文部科学事務官）と称されてからは司書を公的な肩書きとすることはなかった。
専門職としての採用については、1963年以降、人事院の行う国家公務員採用試験（旧上級・現II種）で「図書館学」区分が行われるようになったため、国立大学の図書館に安定的に図書館を専門分野とする職員が置かれることとなった。その後、2004年の国立大学の独立法人化、職員の非公務員化にともなって人事院の試験から図書館学区分は廃止されたが、同年から国立大学法人等が自主的に行なっている国立大学法人等職員採用試験に事務系の職種の一つとして「図書」区分が置かれ、図書館学の専門知識をもつ者を図書館に採用する努力が続けられている。
公立大学については、設置主体である自治体や大学自身の人事に関する方針によって司書職の置かれ方はまちまちである。公立図書館のように、特に図書館の専任職員を採用する枠を設けずに事務職員を図書館に配属する場合と、図書館の専任職員を設ける場合とがあり、図書館職員の職名を司書と称する場合と、特に司書とは言わない場合がありえる。また、図書館の専任職員を置く場合も、採用方法には自治体が公立図書館、公立学校の学校図書館と共通の司書職採用試験を用いる場合と、公立大学の図書館司書を別途に採用する場合がある。
私立大学も公立大学同様、設置主体である学校法人の経営方針によって図書館専門職の置かれ方がまちまちである。早稲田大学のように歴史があり規模の大きい大学では、戦前の早い時期から図書館に選任の事務職員を置いたことがあるが、経営方針の転換によって図書館専門職としての採用を打ち切る場合もある。また、図書館の職員を司書と称するか称さないかもまちまちである。
また、大学図書館のすべてに共通する特色として、ほとんどの大学では図書館長が教員から選任されることがある。もともと戦前の官立図書館などでは必ずしも教員から図書館長を任命するという規定は存在していなかったが、時代が下ると図書館の日常事務は司書官が取り仕切り、図書館長は教授が兼任して全体を監督するという慣行が生じた。こうした図書館長のあり方は司書官が戦後に図書館事務部長と名を改めてからも続き、また旧官立大学以外の大学図書館にも波及して現在に至っている。

#### 学校図書館の司書
学校図書館法で規定されている学校図書館の専門的職員には司書教諭と学校司書がある。司書教諭は1953年に制度として発足した。司書教諭は省令で定められた司書教諭の講習を修了した教諭が充てられるもので、教員としての立場から学校図書館の専門的職務を行うことが期待されている。しかし実際には司書教諭となる資格を有する教諭は不足していたことなどから、かつては学校図書館法の附則にもとづいて司書教諭は置かないことができるとされ、附則が廃止された2003年以降も司書教諭は学級担任、教科担任と兼ねていることが多い。
司書教諭の他、教員ではなく学校図書館の専任職員として学校司書がある。しかし長らく設置に関する法的根拠がなく、2015年の学校図書館法改正によって漸く法制化され、設置の努力義務が定められた。またその身分は常勤事務職員、非常勤職員、ボランティアなどさまざまであり、常勤職員の場合も公立図書館から司書が異動してくるものと、学校の事務職員が充てられるものがある。

#### 専門図書館の司書
専門図書館は設置主体が官公庁から企業まで多種多様であり、図書館司書の置かれ方も設置者の方針によるところが大きい。したがって、図書館の専任職員として雇用されるか否か、司書という職名を有するか否かはさまざまである。

### 司書に関する課題

#### 司書養成制度の問題
司書資格の取得方法は、大学の正規の教育課程の一部として設置されている司書課程と、夏季に大学で集中して行われる司書講習がある。
司書課程は司書課程のための全国統一的なカリキュラムが図書館法の制定以来現在に至るまで作成されておらず、実際には本来現職者向けであり取得を求められる単位数が少ない司書講習に相当する科目の単位の認定を受けて、大学を卒業すれば司書資格を取得できてしまう。
また、司書は実習が必修ではない。実習が必須ではないがために、司書資格は夏期集中開講の講習でも取得可能である。
このようなカリキュラム上の問題のために司書資格の取得者は非常に多く、年間1万人と言われているが、司書資格取得者の求人はすべての館種を合わせても数百人にも満たない。

#### 人事制度の問題
日本においては、司書となる資格は図書館法に規定する公共図書館の専門職員となるための資格であるが、公共図書館の大部分を占める公立図書館では、司書の資格を取得した者を自治体の正職員として採用する人事制度がかならずしも確立していない。
司書を自治体の一般職員のなかで、たまたま司書資格を有する者を短期間の人事異動で司書業務に就かせるといった雇用の仕方をする自治体も多く、そもそも司書を嘱託職員、または非常勤職員としてしか採用しない事例すらある。さらには一部の自治体では司書を派遣会社からの派遣社員でまかなっている。
また大都市圏の大学図書館でも、司書を派遣会社からの派遣社員でまかなったり、図書館業務の一部を（あるいは全面的に）業者へ委託したりして図書館を運営する傾向がある。大学図書館業務の一部を（あるいは全面的に）受託している企業のスタッフ大半の入れ替わりが異様に激しい点等が大学側で問題になっているケースもあるといわれる。
いっぽう、図書館職員としての採用枠が確立している国立大学図書館を運営する職員であっても、その選考要件ではかならずしも司書となる資格を有する必要はないものとされている。これは直接には日本における司書資格は法的にはあくまで公共図書館司書となるための資格であるからである。
また司書が司書の上級職として昇進する人事制度が確立していないために、図書館の管理職が司書からは登用されにくいという問題もある。自治体や大学の図書館では館長など運営責任者に司書経験者が就任することはそれほど多くなく、司書の意思がじゅうぶんに図書館運営に反映されないことも珍しくない。
こうした司書の人事制度の問題は、博物館における学芸員の地位の低さや、公文書館におけるアーキビスト職の法制化の未整備といった日本における図書館とよく似た機能を持つ蓄積型文化施設の現状とも共通した問題とみなすことができ、これらの施設が日本においてその起源の地である欧米のそれらと比べて多様な機能と高い社会的位置づけを獲得できていないことをものがたっている。
一般に、日本に近代図書館制度を伝えた欧米においては、司書の有資格者は相当高度な専門職であるとみなされている。たとえば、アメリカ合衆国・カナダでは、アメリカ図書館協会 (American Library Association,ALA) によって認定されている専門職大学院の課程を修了しなければ、司書となる資格を得ることはできない。これらの国では、図書館の運営にはかならず司書を任用しており、大学図書館勤務の司書の場合は、教員に準ずる教育研究専門職としての立場が確立されている。こうした司書の地位の高さは裏返すと、図書館という施設が社会的に高い地位を与えられ、その多様な機能が市民から認知され、また社会の基礎インフラとして高度に活用されていることを意味している。つまりそのような重要な施設の運営にかかわる専門職はそれなりに高い専門性が期待されていることを意味している。

#### 労働環境の問題
前節で触れたように、現在、図書館職員の直接雇用が図書館全体で急減する事態が起きている。これには地方自治体の財政悪化による図書館の運営費用削減と指定管理者制度の影響もあると思われる。